# Sweetener World Tour
Sweetener World Tour (abreviado como "SWT") fue la tercera gira musical de la cantante y compositora estadounidense Ariana Grande, realizada con el fin de promocionar su cuarto álbum de estudio, Sweetener 
(2018) y su quinto trabajo discográfico  Thank U, Next (2019). La gira inició el 18 de marzo de 2019 en Albany, Nueva York y finalizó el 22 de diciembre  de 2019 en Inglewood, California. La empresa encargada del patrocinio de la gira fue American Express quien anteriormente había trabajado con Grande en su gira promocional The Sweetener Sessions. Después del show final, se lanzó un álbum en vivo, K Bye For Now (SWT Live), en las primeras horas del 23 de diciembre.

## Antecedentes
En mayo de 2018, Grande confirmaba el Sweetener World Tour a través de una broma con la NASA vía su cuenta de Twitter donde la cantante pedía jocosamente una manga de la gira en Neptuno. En agosto de ese mismo año, Grande confirmó de una manera más formal, en una entrevista en Good Morning America su nueva gira de conciertos. En esa entrevista, la cantante comentaba que «las fechas de esta serían anunciadas próximamente», lo más probable, en el mes de septiembre así como el anuncio de sus dos anteriores giras mundiales. Allí mismo, la cantante confirmó que la gira comenzaría en febrero de 2019. El 2 de septiembre de ese mismo año el apartado «eventos» de la página web oficial de Grande cambió, dando más señales de que la gira sería anunciada próximamente. Sin embargo, el 7 de septiembre de 2018 fue reportada la muerte del rapero Mac Miller quien a sus 26 años de edad habría fallecido debido a una aparente sobredosis. La muerte de Miller, quien había estado en una relación sentimental con la cantante durante casi dos años, afectó profundamente a Grande quien, gravemente afectada por la situación y por los muchos comentarios culpando a la cantante del fallecimiento de su exnovio decidió cancelar la promoción de su más reciente álbum en programas como Saturday Night Live y posponer su próxima gira. A finales de septiembre, Grande volvió a hablar sobre la gira. El 10 de octubre, la estadounidense anunció mediante su cuenta de Instagram que desvelaría las fechas del tour "lo antes posible". Finalmente, el 24 de octubre, Grande anunció vía Twitter que desvelaría las fechas de la gira de conciertos al día siguiente. Las fechas para la etapa norteamericana fueron anunciadas, tal y como la cantante prometió, el 25 de octubre. Las entradas para dichos conciertos serán puestas en modo de preventa el 1 de noviembre mientras que la venta general de boletos el 5 de ese mismo mes. El 27 de octubre, la plataforma Ticketmaster filtró en su página web que los actos de apertura de la gira serían Normani y Social House, al menos en el espectáculo ofrecido en la ciudad de Detroit. El 10 de diciembre, Grande añadió segundos conciertos en Washington, Chicago, Miami, Filadelfia, Toronto, Los Ángeles, Boston, Brooklyn y Nueva York debido a la alta demanda de entradas. Ese mismo día, la cantante anunció mediante su cuenta de Twitter que las fechas británicas de la gira serían anunciadas esa misma semana. El 14 de diciembre, la cantante anunció en sus redes sociales la primera tanda de fechas para la etapa europea de la gira. Esta está prevista que comience el 17 de agosto de 2019 en London y que finalice en octubre de ese mismo año en Zúrich. Asimismo, anunció que un «show especial» sería llevado a cabo en Mánchester con motivo del retorno de la estadounidense tras el Atentado de Mánchester de 2017 que dejó un saldo de 22 muertos en el exterior del recinto.
Después de la confirmación de Ariana Grande como cantante principal en el Festival de Coachella, Grande tuvo que reprogramar y cancelar algunas fechas en su paso por los Estados Unidos durante el mes de abril.
El 14 de diciembre de 2018, Grande anunció las fechas europeas para la gira. La segunda etapa de la gira está programada para visitar 20 ciudades de Europa, comenzando el 17 de agosto de 2019 en Londres y concluyendo el 13 de octubre de 2019 en Zúrich. La preventa de las entradas para el segundo tramo de la gira tuvo lugar entre el 19 de diciembre y el 21 de diciembre de 2018, para el Reino Unido, y entre el 18 de diciembre y el 20 de diciembre de 2018, para todas las demás fechas. El 20 de diciembre de 2018, las entradas se abrieron al público en general (excluyendo el Reino Unido), y debido a la demanda popular, se agregaron espectáculos adicionales en Ámsterdam, París y Dublín. El 21 de diciembre de 2018, las entradas se abrieron al público en general en el Reino Unido, y debido a la demanda popular, se agregaron espectáculos adicionales en London y Birmingham.  El 25 de febrero de 2019, debido a la demanda popular, se agregaron espectáculos adicionales en Hamburg y Dublín.  El 5 de marzo de 2019, Grande anunció que Ella Mai sería el acto de apertura de la etapa europea de la gira. El 11 de junio de 2019, debido a la demanda popular, se agregaron espectáculos adicionales en London. 
El 20 de junio de 2019, Grande anunció otra etapa norteamericana de la gira. Visitó 19 ciudades de los Estados Unidos, incluidos los espectáculos reprogramados de Tampa y Orlando, que comenzarán el 9 de noviembre de 2019 en Uniondale y finalizarán el 22 de diciembre de 2019 en Inglewood. La preventa de las entradas para el tercer tramo de la gira tuvo lugar entre el 26 de junio y el 30 de junio de 2019. El 1 de julio de 2019, las entradas se abrieron al público en general. El 11 de julio de 2019, debido a la demanda popular, se agregaron espectáculos adicionales en San Francisco e Inglewood. El 9 de agosto de 2019, el primer espectáculo en Hamburgo y el espectáculo en Praga fueron reprogramados, y el espectáculo en Cracovia fue cancelado.
Grande anunció que se asociaría con el grupo de registro de votantes sin fines de lucro HeadCount, para registrar nuevos votantes antes de las elecciones presidenciales de 2020 en marzo a través de Instagram, y les dijo a los fanáticos que "usen su voz y obtengan su pegatina ‘thank u, next gen’". En julio, se informó que HeadCount registró el doble de votantes durante "Sweetener" que cualquier otra gira en los últimos tres años, siendo la gira de artista individual más exitosa para el registro de votantes que HeadCount ha visto desde 2008.
Antes de que Ariana Grande decidiera dejar el Sweetener World Tour solo en Norteamérica y Europa, la gira tenía previsto llegar a Latinoamérica en noviembre de 2019 después de la etapa Europea. Los países que estaban confirmados eran México, Brasil, Chile y Argentina, mientras que Colombia, Costa Rica y Perú se encontraban en negociaciones para llevar a la artista.

## Escenario
El escenario para el Sweetener World Tour fue diseñado con la idea de una esfera combinada con una estética «etérea». El escenario incluye una pista circular que gira alrededor del PIT  y se conecta al escenario en el otro lado, una pantalla de proyección con un hemisferio y un gran orbe apodado «la luna» por los fanáticos y la propia Grande, que se baja por un momento cuando canta en un pequeño escenario en el medio del PIT. La luna y la pantalla de proyección con el hemisferio son inflables, parece una pantalla, pero en realidad es una superficie plana con imágenes proyectadas sobre ella. La luna también se logra con una serie de proyecciones. Se tarda entre seis y ocho horas en configurar todo. Sin embargo, para el set de Grande en Coachella, su equipo tuvo 45 minutos para armar todo. El director creativo de Grande, LeRoy Bennett, dijo que todo el espectáculo está destinado a sentirse como una obra de teatro en lugar de un espectáculo pop: «Por lo general, estás tratando de combinar adecuadamente la energía de una canción con acción y acento para contar una historia junto con la música y la letra, el lenguaje de este programa fue diferente en el sentido de que nos esforzamos por crear cuadros estáticos y grandes gestos como un entorno para que jugara frente a ella, al igual que una unidad ambientada en una obra de teatro».

## Recepción crítica y comercial
La gira ha recibido críticas positivas de los críticos. Brittany Spanos de Rolling Stone dio a la noche de apertura en Albany una crítica positiva, afirmando que «la nueva gira mundial de Grande está llena de drama emocional, miradas icónicas y éxitos innegables». Spanos también comentó sobre el aspecto de Grande, afirmando que «cada vez menos estrellas jóvenes tienen el tipo de estética distintiva que los fanáticos pueden reproducir en masa, pero Grande ha dedicado años a perfeccionar su presentación. En 2019, parece que el mundo finalmente la alcanzó o, como su frecuente colaboradora y amiga Nicki Minaj predijo en «Side to Side» hace tres años: «Ariana run pop». Chris Richards, del Washington Post, dio una crítica positiva al show en Washington D. C., afirmando que «Ariana Grande alcanzó el apogeo de su fama al hacer sentir pesado ligero». Él elogió su voz diciendo que «la voz de Grande es a partes iguales transpirable y acrobática, y ella sabe cómo tocar una gran nota como si estuviera susurrando».  Chris Willman de Variety elogió el espectáculo de dos noches de Grande en el Staples Center de Los Ángeles, y calificó el espectáculo de «vertiginoso, esplendoroso, bellamente diseñado, realizado por expertos y casi un poco vanguardista en su puesta en escena». También declaró que era «mucho más que en Coachella, su parada visualmente experimental de Staples fue revelada como una cosa de belleza inventiva, sin mencionar la diversión cantada por expertos».
La segunda etapa de la gira en Europa también recibió críticas positivas. Adam White de The Telegraph le dio al programa un 5 de 5 estrellas, afirmando que el programa fue «una noche de magia y melancolía de la estrella joven más emocionante del pop». Cydney Yeates de Metro le dio al programa 4 de 5 estrellas, afirmando que «no hay nada más que decir ahora además de Dios * es * una mujer y su nombre es Ariana Grande".  Hannah Mylrea de NME señaló que «la producción fue bastante subestimada, poniendo el foco completo en su impresionante voz, pero hubo momentos de coreografía impresionante».
La actuación principal de Grande en el Festival de Música y Artes de Coachella Valley 2019 fue elogiada por los críticos, y muchos elogiaron su voz, imágenes y apariciones especiales, particularmente la aparición de NSYNC. Shad Powers de USA Today declaró que «Grande cerró el fin de semana uno de Coachella con estilo, armando un set que incluía invitados especiales, visuales impresionantes y, por supuesto, su voz innegable». Rhian Daly de NME llamó a su set «un impresionante momento de luz en un mundo oscuro». También afirmó que, después del final del set, «el sentimiento ya era mutuo mucho antes de que Grande subiera al escenario, pero [...] sus bases son más sólidas que nunca». En otra crítica positiva, Ben Beaumont-Thomas, de The Guardian, declaró que «con su titular titulado examinando toda su carrera, el trabajo de (Grande) forma un Bildungsroman pop fascinante y aún en desarrollo: cada epifanía sexual e hito personal esbozado en tiempo real, resultando en un opus que involucra de manera única. Puedes ver por qué ella es un ícono para una generación que también cuenta sus propias historias en público, a través de Snapchat e Instagram». Claire Shaffer de Rolling Stone declaró que «Grande le dio un gran protagonismo»,  mencionando la aparición de invitados de NSYNC como uno de los mejores momentos de la Coachella 2019. Suzy Exposito continuó: «Grande se convirtió en uno de los muchachos esa noche, reclamando los versos de Timberlake desde el centro del escenario y azotando a su lustroso y animado poni como un jefe».  Lyndsey Havens de Billboard llamó al conjunto «épico» de Grande y declaró que ella «continúa reescribiendo el libro de reglas para el estrellato pop y, sin duda, fomenta una nueva relación consigo misma». Elogió la colaboración de Grande con NSYNC, afirmando que «todos junto con Grande, realizaron una coreografía bien practicada, cantaron la canción que ella muestra con su reemplazo para Timberlake y finalmente terminaron con Tearin 'Up My Heart».
El Sweetener World Tour recaudó más de $ 146.4 millones con 1.3 millones de boletos vendidos. Superó su gira anterior, la Dangerous Woman Tour (que recaudó $ 71.1) como su mejor gira más taquillera y más grande hasta la fecha. La gira recaudó $ 106.9 millones en los Estados Unidos y Canadá y $ 39.5 millones en Europa. En general, las cifras totales de las giras de Grande se extienden a $ 243.5 millones con 2.7 millones de boletos vendidos de 229 espectáculos.

## Sinopsis del concierto
El concierto da comienzo cuando en la pantalla se muestra un eclipse solar. Entonces Ariana empieza a cantar «Raindrops (An Angel Cried)» y seguido emerge del escenario con los bailarines en una mesa representando la última cena para cantar «God Is a Woman». Terminando la canción menciona Welcome to the Sweetener World Tour y canta  «bad idea» y finaliza el Act 1 con «Break Up With Your Girlfriend, I'm Bored» recorriendo la pasarela del escenario.
Acto seguido se muestra un video interludio de Ariana cuando era pequeña para después iniciar el Act 2 con «R.E.M.» Seguido salen los bailarines para cantar «Be Alright» y después canta «Sweetener» haciendo una transición a «Succesful». «Side to Side» es cantada a continuación y durante el final de la canción presenta a sus bailarines mientras sigue la canción. Después se pone una chaqueta rosa y emerge al escenario un coche rosado para cantar «7 Rings» . Ariana se monta en el coche mientras el coche baja del escenario finalizando el acto.
Luego comienza a sonar la canción «Adore» en una versión corta mientras se ve una bola rosada y las manos de Ariana sosteniendo la bola y jugando con ella (en la etapa USA interpretaban el cover de la canción «Close to You») y así comienza el Acto 3 donde sale Ariana para cantar «Love Me Harder». Hace una transición a «Breathin», después sigue «needy» donde salen sus bailarines sentados y quietos y después canta «fake smile». Seguidamente canta «Make Up», durante la canción lanza un Gloss y después canta un Medley de «Yours Truly» con «Right There», « Youll Never Know» y finaliza el Medley con « Break Your Heart Right Back». Después ella y sus bailarines se sientan adelante del escenario y baja una bola enorme en forma de luna en medio del escenario para cantar «NASA» mientras en el escenario y en la bola se muestra el espacio. Ariana y los bailarines se dirigen al pit del escenario para cantar «Goodnight n Go» (A la mitad de la etapa de USA cantaba Get Well Soon y en la etapa europea cantaba Only 1. A la mitad de la etapa cantaba «Tattoed Heart», después de en la última etapa cantó «Winther Things» y en un show cantó «Moonlight» después los últimos 4 shows canto «Honeymoon Avenue») mientras en la bola se proyecta una luna. Se va del escenario finalizando el acto y después empieza a sonar In My Head Interlude el cual se proyecta un video de Ariana en diferentes posiciones.
Empieza el Act 4 con «Everytime»donde Ariana vuelve al pit y saluda a sus fans. Después suena una intro misteriosa y empieza «The Light Is Coming» seguida de «Into You» finalizando el acto. El siguiente interlude es un cover de la canción «My Heart Belongs to Daddy» y se muestra a Ariana sentada en unas escaleras a blanco y negro.
Justo después sale Ariana para cantar «Dangerous Woman» y «Break Free» es cantada a continuación. Finaliza el acto cantando «No Tears Left to Cry» y después hay una pausa de 3 minutos y empieza un tipo interlude para finalizar el show con «Thank U, Next»

## Repertorio
La siguiente lista representa el primer concierto de la gira, otorgado el 18 de marzo de 2019. No representa el repertorio de cada concierto otorgado durante la gira.
- Acto 1

1. «Raindrops»
2. «God Is a Woman»
3. «Bad Idea»
4. «Break Up With Your Girlfriend, I'm Bored» 
  - Acto 2

Interlude - childhood
5. «R.E.M.»
6. «Be Alright»
7. «Sweetener»
8. «Successful»
9. «Side to Side»
10. «7 Rings»
11. «Rule The World»
  - Acto 3

Interlude - close to you
12. «Love Me Harder»
13. «Breathin»
14. «Needy»
15. «Fake Smile»
16. «Make Up»
17. «December»
18. «True Love»
19. «Wit It With Christmas»
20. «Santa Tell Me»
21. «NASA»
22. «Honeymoon Avenue»
  - Acto 4

Interlude - In My Head
23. «Everytime»
24. «The Light Is Coming»
25. «Into You» 
  - Acto 5

My Heart Belongs to Daddy (Cover de Marilyn Monroe)
26. «Dangerous Woman»
27. «No Tears Left to Cry» 
  - Encore

Interlude - Thank U, Next
28. «Thank U, Next»

## Película de la gira
Ariana Grande: Excuse me, I love you es una película de conciertos dirigida por Paul Dugdale. Fue lanzada el 21 de diciembre de 2020, exclusivamente a través de Netflix. La película sigue a la actuación de la cantante estadounidense en el The O2 Arena de Londres, en su tercera gira de conciertos, el Sweetener World Tour. Grande anunció en las redes sociales el 9 de diciembre, que la película del concierto se estrenaría a nivel mundial en asociación con Netflix el 21 de diciembre.

## Fechas
| Fecha                    | Ciudad          | País            | Recinto                           | Teloneros             | Entradas vendidas / Disponibles | Recaudación  |
| ------------------------ | --------------- | --------------- | --------------------------------- | --------------------- | ------------------------------- | ------------ |
| Norteamérica             |                 |                 |                                   |                       |                                 |              |
| 18 de marzo de 2019      | Albany          | Estados Unidos  | Times Union Center                | Normani Social House  | 11,432 / 11,432                 | $1,268,045   |
| 20 de marzo de 2019      | Boston          | Estados Unidos  | TD Garden                         | Normani Social House  | 13,125 / 13,125                 | $1,670,045   |
| 22 de marzo de 2019      | Búffalo         | Estados Unidos  | KeyBank Center                    | Normani Social House  | 14,459 / 14,459                 | $1,470,630   |
| 25 de marzo de 2019      | Washington      | Estados Unidos  | Capital One Arena                 | Normani Social House  | 13,598 / 13,598                 | $1,832,776   |
| 26 de marzo de 2019      | Filadelfia      | Estados Unidos  | Wells Fargo Center                | Normani Social House  | 14,787 / 14,787                 | $1,799,863   |
| 28 de marzo de 2019      | Cleveland       | Estados Unidos  | Quicken Loans Arena               | Normani Social House  | 14,763 / 14,763                 | $1,554,750   |
| 30 de marzo de 2019      | Uncasville      | Estados Unidos  | Mohegan Sun Arena                 | Normani Social House  | 7,097 / 7,097                   | $1,112,692   |
| 1 de abril de 2019       | Montreal        | Canadá          | Centre Bell                       | Normani Social House  | 14,620 / 15,643                 | $1,440,460   |
| 3 de abril de 2019       | Toronto         | Canadá          | Scotiabank Arena                  | Normani Social House  | 14,663 / 14,663                 | $1,565,703   |
| 5 de abril de 2019       | Detroit         | Estados Unidos  | Little Caesars Arena              | Normani Social House  | 13,698 / 13,698                 | $1,508,715   |
| 14 de abril de 2019      | Indio           | Estados Unidos  | Empire Polo Club                  | Festival              | Festival                        | Festival     |
| 21 de abril de 2019      | Indio           | Estados Unidos  | Empire Polo Club                  | Festival              | Festival                        | Festival     |
| 25 de abril de 2019      | Edmonton        | Canadá          | Rogers Place                      | Normani Social House  | 13,947 / 13,947                 | $1,493,948   |
| 27 de abril de 2019      | Vancouver       | Canadá          | Rogers Arena                      | Normani Social House  | 14,363 / 14,363                 | $1,617,978   |
| 30 de abril de 2019      | Portland        | Estados Unidos  | Moda Center                       | Normani Social House  | 13,692 / 13,692                 | $1,469,277   |
| 2 de mayo de 2019        | San José        | Estados Unidos  | SAP Center                        | Normani Social House  | 13,605 / 13,605                 | $1,730,098   |
| 3 de mayo de 2019        | Sacramento      | Estados Unidos  | Golden 1 Center                   | Normani Social House  | 13,886 / 13,886                 | $1,737,905   |
| 6 de mayo de 2019        | Los Ángeles     | Estados Unidos  | Staples Center                    | Normani Social House  | 27,916 / 27,916                 | $3,277,659   |
| 7 de mayo de 2019        | Los Ángeles     | Estados Unidos  | Staples Center                    | Normani Social House  | 27,916 / 27,916                 | $3,277,659   |
| 10 de mayo de 2019       | Los Ángeles     | Estados Unidos  | The Forum                         | Normani Social House  | 14,417 / 14,417                 | $2,149,419   |
| 11 de mayo de 2019       | Las Vegas       | Estados Unidos  | T-Mobile Arena                    | Normani Social House  | 15,194 / 15,194                 | $1,555,349   |
| 14 de mayo de 2019       | Phoenix         | Estados Unidos  | Talking Stick Resort Arena        | Normani Social House  | 13,343 / 13,343                 | $1,492,678   |
| 17 de mayo de 2019       | San Antonio     | Estados Unidos  | AT&T Center                       | Normani Social House  | 14,860 / 14,860                 | $1,678,465   |
| 19 de mayo de 2019       | Houston         | Estados Unidos  | Toyota Center                     | Normani Social House  | 12,483 / 12,483                 | $1,602,420   |
| 21 de mayo de 2019       | Dallas          | Estados Unidos  | American Airlines Center          | Normani Social House  | 14,262 / 14.262                 | $1,601,901   |
| 23 de mayo de 2019       | Oklahoma City   | Estados Unidos  | Chesapeake Energy Arena           | Normani Social House  | 12,668 / 12,668                 | $1,347,629   |
| 25 de mayo de 2019       | Nueva Orleans   | Estados Unidos  | Smoothie King Center              | Normani Social House  | 12,889 / 12,889                 | $1,376,994   |
| 31 de mayo de 2019       | Miami           | Estados Unidos  | American Airlines Arena           | Normani Social House  | 26,704 / 26,704                 | $3,146,471   |
| 1 de junio de 2019       | Miami           | Estados Unidos  | American Airlines Arena           | Normani Social House  | 26,704 / 26,704                 | $3,146,471   |
| 4 de junio de 2019       | Chicago         | Estados Unidos  | United Center                     | Normani Social House  | 28,941 / 28,941                 | $3,468,667   |
| 5 de junio de 2019       | Chicago         | Estados Unidos  | United Center                     | Normani Social House  | 28,941 / 28,941                 | $3,468,667   |
| 7 de junio de 2019       | Nashville       | Estados Unidos  | Bridgestone Arena                 | Normani Social House  | 13,835 / 13,835                 | $1,437,761   |
| 8 de junio de 2019       | Atlanta         | Estados Unidos  | State Farm Arena                  | Normani Social House  | 12,317 / 12,317                 | $1,220,686   |
| 10 de junio de 2019      | Charlotte       | Estados Unidos  | Spectrum Center                   | Normani Social House  | 14,972 / 14,972                 | $1,550,790   |
| 12 de junio de 2019      | Pittsburgh      | Estados Unidos  | PPG Paints Arena                  | Social House          | 14,343 / 14,343                 | $1,518,932   |
| 14 de junio de 2019      | Brooklyn        | Estados Unidos  | Barclays Center                   | Normani Social House  | 28,972 / 28,972                 | $4,378,453   |
| 15 de junio de 2019      | Brooklyn        | Estados Unidos  | Barclays Center                   | Normani Social House  | 28,972 / 28,972                 | $4,378,453   |
| 18 de junio de 2019      | Nueva York      | Estados Unidos  | Madison Square Garden             | Normani Social House  | 28,576 / 28,576                 | $5,492,909   |
| 19 de junio de 2019      | Nueva York      | Estados Unidos  | Madison Square Garden             | Normani Social House  | 28,576 / 28,576                 | $5,492,909   |
| 21 de junio de 2019      | Washington      | Estados Unidos  | Capital One Arena                 | Normani Social House  | 13,897 / 13,897                 | $1,782,835   |
| 22 de junio de 2019      | Boston          | Estados Unidos  | TD Garden                         | Normani Social House  | 13,242 / 13,242                 | $1,628,077   |
| 24 de junio de 2019      | Filadelfia      | Estados Unidos  | Wells Fargo Center                | Normani Social House  | 14,968 / 14,968                 | $1,807,505   |
| 26 de junio de 2019      | Toronto         | Canadá          | Scotiabank Arena                  | Normani Social House  | 15,073 / 15,073                 | $1,539,282   |
| 29 de junio de 2019      | Indianápolis    | Estados Unidos  | Bankers Life Fieldhouse           | Normani Social House  | 13,773 / 13,773                 | $1,346,335   |
| 1 de julio de 2019       | Columbus        | Estados Unidos  | Value City Arena                  | Normani Social House  | 13,576 / 13,576                 | $1,361,839   |
| 5 de julio de 2019       | Milwaukee       | Estados Unidos  | Fiserv Forum                      | Normani Social House  | 12,040 / 12,040                 | $1,310,830   |
| 6 de julio de 2019       | Saint Louis     | Estados Unidos  | Enterprise Center                 | Normani Social House  | 14,474 / 14,474                 | $1,547,186   |
| 8 de julio de 2019       | Saint Paul      | Estados Unidos  | Xcel Energy Center                | Normani Social House  | 14,789 / 14,789                 | $1,751,076   |
| 11 de julio de 2019      | Denver          | Estados Unidos  | Pepsi Center                      | Normani Social House  | 13,258 / 13,258                 | $1,446,520   |
| 13 de julio de 2019      | Salt Lake City  | Estados Unidos  | Vivint Smart Home Arena           | Normani Social House  | 12,569 / 12,569                 | $1,163,364   |
| 4 de agosto de 2019      | Chicago         | Estados Unidos  | Grant Park                        | Festival              | Festival                        | Festival     |
| Europa                   |                 |                 |                                   |                       |                                 |              |
| 17 de agosto de 2019     | Londres         | Reino Unido     | The O2 Arena                      | Ella Mai Social House | 49,950 / 51,426                 | $5,313,530   |
| 19 de agosto de 2019     | Londres         | Reino Unido     | The O2 Arena                      | Ella Mai Social House | 49,950 / 51,426                 | $5,313,530   |
| 20 de agosto de 2019     | Londres         | Reino Unido     | The O2 Arena                      | Ella Mai Social House | 49,950 / 51,426                 | $5,313,530   |
| 23 de agosto de 2019     | Ámsterdam       | Países Bajos    | Ziggo Dome                        | Ella Mai Social House | 32,407 / 32,407                 | $2,423,340   |
| 24 de agosto de 2019     | Ámsterdam       | Países Bajos    | Ziggo Dome                        | Ella Mai Social House | 32,407 / 32,407                 | $2,423,340   |
| 25 de agosto de 2019     | Mánchester      | Reino Unido     | Mayfield                          | Festival              | Festival                        | Festival     |
| 27 de agosto de 2019     | París           | Francia         | AccorHotels Arena                 | Ella Mai Social House | 31,521 / 32,520                 | $2,649,344   |
| 28 de agosto de 2019     | París           | Francia         | AccorHotels Arena                 | Ella Mai Social House | 31,521 / 32,520                 | $2,649,344   |
| 30 de agosto de 2019     | Amberes         | Bélgica         | Sportpaleis                       | Ella Mai Social House | 20,720 / 21,826                 | $1,366,100   |
| 1 de septiembre de 2019  | Colonia         | Alemania        | Lanxess Arena                     | Ella Mai Social House | 15,928 / 15,928                 | $1,460,540   |
| 3 de septiembre de 2019  | Viena           | Austria         | Wiener Stadthalle                 | Ella Mai Social House | 15,090 / 15,090                 | $1,597,690   |
| 4 de septiembre de 2019  | Praga           | República Checa | O2 Arena                          | Ella Mai Social House | 13,624 / 13,624                 | $1,258,644   |
| 11 de septiembre de 2019 | Ámsterdam       | Países Bajos    | Ziggo Dome                        | Ella Mai Social House | 15,844 / 15,844                 | $1,238,670   |
| 14 de septiembre de 2019 | Birmingham      | Reino Unido     | Arena Birmingham                  | Ella Mai Social House | 26,704 / 26,704                 | $2,774,610   |
| 15 de septiembre de 2019 | Birmingham      | Reino Unido     | Arena Birmingham                  | Ella Mai Social House | 26,704 / 26,704                 | $2,774,610   |
| 17 de septiembre de 2019 | Glasgow         | Reino Unido     | The Hydro                         | Ella Mai Social House | 12,994 / 12,994                 | $1,342,620   |
| 19 de septiembre de 2019 | Sheffield       | Reino Unido     | Sheffield Arena                   | Ella Mai Social House | 12,241 / 12,658                 | $1,173,736   |
| 22 de septiembre de 2019 | Dublín          | Irlanda         | 3Arena                            | Ella Mai Social House | 37,905 / 37,905                 | $3,688,950   |
| 23 de septiembre de 2019 | Dublín          | Irlanda         | 3Arena                            | Ella Mai Social House | 37,905 / 37,905                 | $3,688,950   |
| 25 de septiembre de 2019 | Dublín          | Irlanda         | 3Arena                            | Ella Mai Social House | 37,905 / 37,905                 | $3,688,950   |
| 28 de septiembre de 2019 | Hamburgo        | Alemania        | O2 World Hamburgo                 | Ella Mai Social House | 12,614 / 13,377                 | $1,142,830   |
| 1 de octubre de 2019     | Copenhague      | Dinamarca       | Royal Arena                       | Ella Mai Social House | 15,473 / 15,473                 | $1,164,240   |
| 3 de octubre de 2019     | Oslo            | Noruega         | Telenor Arena                     | Ella Mai Social House | 23,911 / 23,911                 | $1,816,140   |
| 5 de octubre de 2019     | Helsinki        | Finlandia       | Hartwall Arena                    | Ella Mai Social House | 11,547 / 11,547                 | $1,353,560   |
| 7 de octubre de 2019     | Estocolmo       | Suecia          | Friends Arena                     | Ella Mai Social House | 13,831 / 13,831                 | $1,017,820   |
| 9 de octubre de 2019     | Hamburgo        | Alemania        | O2 World Hamburgo                 | Ella Mai Social House | 11,553 / 11,553                 | $1,088,470   |
| 10 de octubre de 2019    | Berlín          | Alemania        | O2 World Berlín                   | Ella Mai Social House | 13,531 / 13,531                 | $1,216,250   |
| 13 de octubre de 2019    | Zúrich          | Suiza           | Hallenstadion                     | Ella Mai Social House | 13,370 / 13,370                 | $1,367,790   |
| 15 de octubre de 2019    | Londres         | Reino Unido     | The O2 Arena                      | Ella Mai Social House | 26,369 / 29,062                 | $3,061,320   |
| 16 de octubre de 2019    | Londres         | Reino Unido     | The O2 Arena                      | Ella Mai Social House | 26,369 / 29,062                 | $3,061,320   |
| Norteamérica             |                 |                 |                                   | Ella Mai Social House |                                 |              |
| 9 de noviembre de 2019   | Uniondale       | Estados Unidos  | Nassau Veterans Memorial Coliseum | Social House          | 11,464 / 11,464                 | $1,580,315   |
| 12 de noviembre de 2019  | Brooklyn        | Estados Unidos  | Barclays Center                   | Social House          | 14,151 / 14,151                 | $1,982,444   |
| 15 de noviembre de 2019  | Charlottesville | Estados Unidos  | John Paul Jones Arena             | Social House          | 9,940 / 9,940                   | $1,102,879   |
| 19 de noviembre de 2019  | Atlanta         | Estados Unidos  | State Farm Arena                  | Social House          | 10,599 / 10,599                 | $1,121,970   |
| 22 de noviembre de 2019  | Raleigh         | Estados Unidos  | PNC Arena                         | Social House          | 13,041 / 13,041                 | $1,385,720   |
| 24 de noviembre de 2019  | Tampa           | Estados Unidos  | Amalie Arena                      | Social House          | 14,067 / 14,067                 | $1,430,092   |
| 25 de noviembre de 2019  | Orlando         | Estados Unidos  | Amway Center                      | Social House          | 13,112 / 13,112                 | $1,431,037   |
| 27 de noviembre de 2019  | Miami           | Estados Unidos  | American Airlines Arena           | Social House          | 12,100 / 12,100                 | $1,411,818   |
| 1 de diciembre de 2019   | Jacksonville    | Estados Unidos  | VyStar Veterans Memorial Arena    | Social House          | 10,560 / 10,560                 | $1,965,794   |
| 3 de diciembre de 2019   | Columbia        | Estados Unidos  | Colonial Life Arena               | Social House          | 11,984 / 11,984                 | $1,104,939   |
| 5 de diciembre de 2019   | Nashville       | Estados Unidos  | Bridgestone Arena                 | Social House          | 10,471 / 10,471                 | $1,140,202   |
| 7 de diciembre de 2019   | Memphis         | Estados Unidos  | FedExForum                        | Social House          | 11,826 / 11,826                 | $1,009,205   |
| 9 de diciembre de 2019   | Dallas          | Estados Unidos  | American Airlines Center          | Social House          | 13,834 / 13,834                 | $1,645,800   |
| 12 de diciembre de 2019  | Phoenix         | Estados Unidos  | Talking Stick Resort Arena        | Social House          | 12,951 / 12,951                 | $1,465,817   |
| 13 de diciembre de 2019  | Anaheim         | Estados Unidos  | Honda Center                      | Social House          | 12,575 / 12,575                 | $1,686,682   |
| 15 de diciembre de 2019  | Las Vegas       | Estados Unidos  | MGM Grand Garden Arena            | Social House          | 10,377 / 10,377                 | $1,210,935   |
| 17 de diciembre de 2019  | San Francisco   | Estados Unidos  | Chase Center                      | Social House          | 22,990 / 22,990                 | $3,065,557   |
| 18 de diciembre de 2019  | San Francisco   | Estados Unidos  | Chase Center                      | Social House          | 22,990 / 22,990                 | $3,065,557   |
| 21 de diciembre de 2019  | Los Angeles     | Estados Unidos  | The Forum                         | Social House          | 25,810 / 25,810                 | $3,383,378   |
| 22 de diciembre de 2019  | Los Angeles     | Estados Unidos  | The Forum                         | Social House          | 25,810 / 25,810                 | $3,383,378   |
| Total                    | Total           | Total           | Total                             | Total                 | 1,329,065 / 1,337,542 (99,3%)   | $145,895,695 |

## Conciertos cancelados o reprogramados
| Fecha                   | Ciudad    | País           | Lugar de encuentro      | Motivo                                                                          |
| ----------------------- | --------- | -------------- | ----------------------- | ------------------------------------------------------------------------------- |
| 18 de abril de 2019     | Omaha     | Estados Unidos | CHI Health Center Omaha | Cambios en las fechas debido al Festival de Música y Artes de Coachella Valley. |
| 4 de junio de 2019      | Raleigh   | Estados Unidos | PNC Arena               | Cambios en las fechas debido al Festival de Música y Artes de Coachella Valley. |
| 9 de septiembre de 2019 | Cracovia  | Polonia        | Tauron Arena            | Motivos personales.                                                             |
| 17 de noviembre de 2019 | Lexington | Estados Unidos | Rupp Arena              | Problemas de salud.                                                             |

## Premios y nominaciones
| Año  | Premiación              | Trabajo              | Categoría                | Resultado |
| ---- | ----------------------- | -------------------- | ------------------------ | --------- |
| 2019 | Teen Choice Awards      | Sweetener World Tour | Choice Summer Tour       | Nominado  |
| 2019 | American Music Award    | Sweetener World Tour | Tour of the Year         | Nominado  |
| 2019 | Premios People's Choice | Sweetener World Tour | The Concert Tour of 2019 | Nominado  |